# Кинг (Tekken)
Кинг (яп. キング Кингу) — имя двух персонажей из серии видеоигр в жанре файтинг Tekken. Персонажи были основаны на японском рестлере Сатору Саяме (Маска Тигра), а также мексиканском рестлере Фрае Торменте, католическом священнике, ставшим борцом в маске, чтобы помочь детскому дому. Оба воплощения Кинга присутствовали во всех играх серии: Кинг I был играбельным персонажем в Tekken и Tekken 2, в то время как Кинг II дебютировал в Tekken 3, после чего присутствовал в последующих частях.

## История персонажей

### Кинг I
Кинг является знаменитым борцом из Мексики. Кинг был обычным безжалостным уличным задирой, которого не заботило ничего, кроме сражения. В одном из поединков он был тяжело ранен и упал перед монастырём. Священники Маркес спасли его от смерти. После выздоровления, Кинг понял, как неправильно он поступал, и захотел начать новую жизнь. Именно тогда он стал католическим священником и отказался от своих старых методов борьбы. Перед ним появилась цель: построить сиротский приют, чтобы уличные дети могли иметь дом, гулять и с ними бы ничего не случилось. Нуждаясь в финансах для здания приюта, Кинг узнаёт о турнире «Король Железного Кулака». Он присоединяется к участию, нарушив волю монастыря и входит в турнир. Ему удалось занять третье место, заработав достаточно призовых денег для детского дома. Также он встретил своего соперника, Армор Кинга. Впоследствии он узнал о смерти одного из своих воспитанников, что вынудило его отказаться от маски ягуара и вернуться на улицу, после чего он впал в глубокий запой. Окончательно спиться Кингу не дал Армор Кинг, который сообщил ему о новом турнире и убедил принять в нём участие. Кинг начал интенсивно тренироваться, что помогло ему оправиться от алкоголизма. Он сражался с Армор Кингом на турнире и потерпел поражение, однако оставил ему шрам на лице. После турнира Кинг участвовал в профессиональном реслинге и различных турнирах по боевым искусствам, чтобы заработать деньги для своего детского дома. Также он обучал находящихся под его опекой детей. Спустя некоторое время Кинг, в числе многих других мастеров боевых искусств, был убит Огром, богом войны, пробуждённым в руинах Мексики Хэйхати Мисимой.

### Кинг II
Кинг II — последователь первого Кинга и его копия. Он был сиротой в приюте Кинга, который был его кумиром. Обучался у Армор Кинга. Кинг был одним из сирот, который жил в приюте, построенном первым Кингом. До 24-х лет он помогал содержать приют. Вскоре пронеслась весть о том, что боец, известный как Кинг, убит Огром. Помимо невосполнимой утраты настоятеля, приют оказался на грани закрытия — ведь он существовал только за счёт призовых денег, заработанных Кингом. И юноша решил надеть маску Кинга и под его именем участвовать в схватках. Но эта затея оказалась не совсем удачной — он проигрывает бой за боем. В этот момент объявляется Армор Кинг, которому стали интересны слухи о «Новом Кинге». Он начинает тренировать молодого бойца. Тот вскоре становится грозным борцом, одержавшим немало побед. Люди называют его «Второй Кинг». Приют был спасён, но Кинг всё ещё жаждал отомстить Огру. Он отправляется на турнир отомстить и доказать, что по праву носит маску Кинга. Кинг побеждает и занимает третье место.
Вскоре после турнира Кинг узнаёт об убийстве в баре. Убитым оказался Армор Кинг, учитель и друг Кинга. Тот решает отомстить убийце (которым является Крэйг Мардук) в Турнире. Человек, убивший Армор Кинга, сидел в тюрьме, Аризонской государственной ИТК. Деньги, которые Кинг сохранил после турниров, он потратил на выкуп убийцы. Вместе с этим, он отправил Мардуку билет на самолёт и приглашение на четвёртый турнир «Короля Железного Кулака», где он сам хотел принять участие. После победы над Мардуком в четвёртом турнире «Король Железного Кулака», Кинг отправился в больничную палату к побеждённому, чтобы убить его. Но затем он неожиданно осознал, что его желание низко, и захотел отказаться от мести, но Мардук бросил ему вызов на пятом турнире «Король Железного Кулака». Кинг решил ещё раз сразиться с ним. Позже, после победы над Мардуком в 5 турнире Кинг не стал его убивать, а пощадил. После чего они стали друзьями, и Мардук помогал Кингу в реслинге, став его командным партнёром. В течение пятого турнира «Король Железного Кулака» вражда между Мардуком и Кингом обратилась в крепкую дружбу. Вскоре после турнира Кинг узнал о нападении на Крэйга противника, похожего на Армор Кинга, и решил вместе с Мардуком найти нападавшего в шестом турнире «Король Железного Кулака». Кинг возвращается в качестве играбельного персонажа в Tekken 7, где он также носит альтернативный костюм, основанный на снаряжении рестлера Кадзутики Окады из New Japan Pro-Wrestling.

## В видеоиграх

### Геймплей
Кинги являются мастерами такого направления реслинга как Луча Либре. Одной из главных черт этого боевого стиля является ношение бойцами масок. Большим унижением считается снять её с лица противника. Кинг полагается на быстрые удары, резкие движения и последовательные захваты. В игре он известен своей скоростью и имеет в арсенале более 200 приёмов в списке команд. Как профессиональный борец и квалифицированный пользователь Луча Либре, в распоряжении Кинга имеется множество мощных бросков и сильных контратак. Ключевой особенностью Кинга являются его цепные броски, которые он использует начиная с Tekken 2, будучи одним из немногих персонажей, которые могли использовать их. Также Кинг использует захваты сидячего соперника, захваты лежачего соперника и воздушные броски, необычные для персонажей серии Tekken.
Начиная с Tekken 5, Кинг позаимствовал приёмы большого количества рестлеров, в особенности суперзвёзд, участников всемирно известной World Wrestling Entertainment (WWE). К примеру, в его арсенале имеется приём Stunner, используемый Стив Остином, а также Rock Bottom и People’s Elbow Скалы. Кроме того, Кинг в состоянии использовать Sharpshooter, разработанный Рики Тёсю, позднее усовершенствованный Бретом Хартом и Tombstone Piledriver Динамит Кида, впоследствии используемый Гробовщиком и Кейном. Одна из его победных поз представляет собой боковой шаг в манере, характерной для оригинальной Маски Тигра. В опенинге Tekken 5 Кинг использует тигровый финт, будучи выброшенным Крэйгом Мардуком за пределы ринга. В настоящее время движения Кинга базируются на боевом стиле Рея Мистерио, однако оригинальная Маска Тигра впервые использовал его во время матча против Динамита Кида в начале 1980-х годов. Также он использует Frankensteiner и Steiner Screwdriver, разработанные Скоттом Штайнером и Burning Hammer Кэнты Кобаси. Muscle Buster Кинга является данью уважения Kinniku Buster Сугуру Киннику, также являющийся финальным добиванием Самоа Джо.

### Спин-оффы
Кинг появляется в неканонических играх серии Tekken Tag Tournament, Tekken Card Challenge, Tekken Advance, Tekken Resolute, Tekken Tag Tournament 2, Tekken 3D: Prime Edition и Tekken Arena, а также является играбельным персонажем в Street Fighter X Tekken, выступая в команде со своим напарником Крэйгом Мардуком. Кроме того, Кинг появляется в файтинге-кроссовере Namco X Capcom в команде с Фелицией из серии игр Darkstalkers. Также является играбельным персонажем в Tekken Revolution.

## В других медиа
Кинг I эпизодически появляется в аниме-фильме Tekken: The Motion Picture в качестве одного из участников турнира. У него отсутствуют диалоги с кем-либо, а его сражения остаются за кадром. В финале он был спасён Армор Кингом и благополучно покинул остров Мисимы. Досье на Кинга II было кратко показано в анимационном фильме Tekken: Blood Vengeance, во время изучения Анной Уильямс информации об участниках турнира.
В 1998 году Epoch Co. выпустили фигурку Кинга, на основе его появления в Tekken 3 в комплекте с поясом чемпиона. Также Epoch Co. выпустила 12-дюймовую фигурку Кинга на основе его появления в Tekken 4.

## Отзывы и мнения
Персонаж был хорошо принят общественностью и критиками. Gaming Target поставил Кинга на 6-е место в «Топе 11 лучших персонажей Tekken», выделяя его маску и отметив, что время от времени он довольно забавен. Он занял 5-е место в списке «Лучших вымышленных реслеров в истории видеоигр» по версии IGN, который отметил реализм его маски. Также IGN заявил, что «никто не может отрицать устрашение, которое вызывает его звериная голова». В 2002 году, Кинг «участвовал» в «DDT’s Shinban~Judgement 6~» шоу. Это было осуществлено в рамках рекламы Tekken 4. Complex включил Кинга в список «10 любимых персонажей видеоигр», отметив его сходство с японским профессиональным рестлером Сатору Саямой и прокомментировав: «та вещь, которую мы всегда выделяли в Кинге (как в оригинальном, так и в сироте, принявшем его личность после его смерти), была его маска, действительно напоминающая голову ягуара». Complex сравнил Кинга и Эль Фуэрте из серии игр Street Fighter, предвидя победу первого в случае их столкновения. Complex назвал Кинга 12-м наиболее доминирующим бойцом в видеоиграх за всё время, прокомментировав свой выбор следующим образом: «любой, кто способен выполнить цепные броски Кинга, превалирует на арене Tekken». Также Complex поместил Кинга на 4-е место в списке лучших персонажей Tekken, заявляя, что «будучи грозным противником с молниеносными движениями, Кинг II известен своими цепными бросками, истощающими всю жизненную шкалу оппонента». GameDaily поместил Кинга на 4-е место в списке «25 лучших персонажей рестлеров всех времён». 1UP.com назвал Кинга одним из персонажей, которых ему хотелось бы видеть в предстоящей Street Fighter X Tekken. Now Gamer выразил желание увидеть противостояние Кинга и Хьюго в Street Fighter X Tekken. В своём обзоре на Street Fighter X Tekken GamesRadar заявил, что «новый боец (и бывший воспитанник его (Кинга I) детского дома) надел его маску и поклялся отомстить за своего учителя. В конце концов Кинг II стал достоин своего вдохновителя как боец, так и личность». GamesRadar поместил Кинга на 5-е место в списке «Лучших рестлеров в видеоиграх», отметив, что «Кинг примечателен тем, что он позволяет разработчикам анимировать практически каждый приём, известный человеку». Питер Остин из WhatCulture назвал Кинга «6-м величайшим персонажем Tekken всех времён».
GameSpy назвал цепные броски Кинга «абсурдными и замысловатыми». 1UP.com раскритиковал его Stagger Kicks, назвав приём «вялым». Тем не менее, прежде чем он был объявлен играбельным персонажем в предстоящей Street Fighter X Tekken, 1UP.com причислил его к персонажам, которых бы хотел видеть в игре. В официальном опросе, проведённом Namco, Кинг занял 20-е место среди наиболее востребованных персонажей из Tekken X Street Fighter, получив 6,47 % голосов.